# 2024年夏季奧林匹克運動會相關問題
2024年夏季奧林匹克運動會出現一系列的相關問題，引起了媒體和公眾的關注。

## 主辦問題

### 員工權利
根據法國媒體《解放報》透露，本屆奧運會的職工的每天的工資大致僅為80歐元（約為86.7美元），且沒有任何官方工資申報、社會保障或休息日。 此外，一些員工對低於工作合同上所提供的工資表達了不滿，而一部分場館建築工人表示本屆奧運會組織方並未對任何高風險工作提供任何安全材料。

## AI辅助监控
2023年3月底，法国国民议会以400票支持，93票反对的结果正式通过奥运安全法案，其中法案的第七条规定允许在奥运和残奥期间使用人工智能视频监控技术，来防范包括恐怖主义攻击在内的任何危及大众安全的行为。法案的推出受到欧盟议会成员、国际特赦组织等的批评，批评者担心法国政府日后会将这一技术常态化使用。

## 部分國家運動員參賽爭議

### 俄羅斯和白俄羅斯
2023年1月，亞洲奧林匹克理事會宣佈准許此前因為2022年俄羅斯入侵烏克蘭而被全面禁賽的俄羅斯和白俄羅斯隊參加2022年杭州亞運會，引起大量爭議。同月，國際奧林匹克委員會宣佈可能會准許持反對戰爭觀點的俄羅斯和白俄羅斯運動員參加本屆奧運會。在面对舆论压力下，国际奥委会在1月25日的一份声明中重申其立场，强调任何运动员都不应仅仅因为他们的护照而被阻止参加比赛。奥委会也举出南斯拉夫在内战期间受到联合国制裁下，作为独立运动员参加了1992年巴塞罗那奥运会的例子。最后，国际奥委会表示在1月17日和19日举行的电话会议中咨询过绝大多数相关者、国家奥委会等组织，他们都支持俄罗斯和白俄罗斯运动员在严格条件下参赛的权利。
2023年2月，國際奧委會確認尚未就俄羅斯和白俄羅斯運動員是否可以參賽進行正式討論，但國際奧委會主席托馬斯·巴赫表示，不應由各國政府來決定誰能參賽。參加國際體育賽事，表明他也反對禁止來自俄羅斯和白俄羅斯的運動員參賽。國際奧委會發表聲明稱，它支持俄羅斯和白俄羅斯運動員回歸，只要他們不“積極”支持戰爭，只要他們的旗幟、國歌、顏色和組織被排除在外（從而阻止他們2020年東京奧運會和2022年北京奧運會在俄羅斯奧委會的領導下進行比賽）。國際奧委會還表示，他們“感謝”亞洲奧林匹克理事會允許俄羅斯和白俄羅斯運動員參加亞洲比賽，並將這種情況與1992年夏季奧運會的獨立奧林匹克參賽者進行了比較。聯合國和國際奧委會的聲明激起了烏克蘭官員的憤怒反應，他們指責他們安撫俄羅斯。
2023年3月，國際擊劍總會宣布为预备击剑比赛的奥运选手参赛资格，宣布支持国际奥委会准许俄罗斯和白俄罗斯运动员以个人身份参赛的决定，然而该决定引起了多个欧洲国家的不满。之后，丹麦、法国、德国和波兰接连宣布将取消承办接下来的击剑世界杯比赛以抵制国际击剑总会的决定。
乌克兰对国际奥委会的决定持反对态度。乌克兰体育部长兼乌克兰奥林匹克委员会主席的瓦季姆·马尔科维奇·古泽特表示，只要乌克兰有战争，俄罗斯和白俄罗斯的运动员就不应该参加国际比赛的立场没有改变，若未能在允许俄罗斯和白俄罗斯运动员参加奥运会上达成决议，乌克兰将不排除抵制奥运会的可能性。总统弗拉基米尔·泽连斯基同日发布视频批击国际奥委会领导层虚伪，指责后者企图将恐怖主义国家的代表带入世界体育运动，强调在战时没有中立的想法，并将发起一项运动，以阻止俄罗斯运动员参加2024年的巴黎夏季奥运会。同时，泽伦斯基向国际奥委会主席托马斯·巴赫发出邀请，让后者访问几个月以来一直在进行血腥战斗的前线城市巴赫穆特，以证明所谓的中立是不存在的。总统泽连斯基也声称，他与托马斯·巴赫谈过了很多次，但从未听过后者如何保护体育运动免受俄罗斯战争宣传的影响。乌克兰外交部长德米特罗·库列巴也在社交媒体上抨击国际奥委会的决定。
波蘭體育和旅遊部長對此事件表示，如果奧委會准許俄羅斯和白俄羅斯運動員參賽會導致至少40個國家抵制本屆奧運會。2023年2月3日，北欧五国（丹麦、芬兰、冰岛、挪威和瑞典）国家奥林匹克委员会和残奥委员会发表联合声明，反对俄罗斯和白俄罗斯运动员参加2024年巴黎夏季奥运会。英國政府也發表聲明承諾會支持禁止俄羅斯、白俄羅斯選手參加包括2024巴黎奧運在內的國際體育賽事。主辦城市的巴黎市長安娜·伊達戈也表示只要俄烏戰爭仍在持續，就不該有俄羅斯代表團參加巴黎奧運。至少35个国家在2月10日与乌克兰举办的视频会议中要求禁止俄罗斯和白俄罗斯运动员参加2024年奥运会。
截至2023年5月，已有以下国家宣布如俄罗斯和白俄罗斯运动员参与将会抵制本届奥运会：丹麦、爱沙尼亚、拉脫維亞、立陶宛、波蘭和烏克蘭。除此之外，英國、加拿大、日本、新西蘭和韓國也表示可能會考慮抵制本屆奧運會。
俄罗斯政治和体育组织称该决定是奥委会正在改正对莫斯科的错误决定，但也不满后者所施加的设定条件。俄罗斯奥委会主席斯坦尼斯拉夫·波兹尼亚科夫于1月26日表示，由国际奥委会设定的特殊参赛条件是不可接受的，也不符合奥林匹克宪章、平等和公平的原则。他也补充称，国际奥委会的决定是向运动员迈出了正确的一步，但与此同时也倒退了两步，表示俄罗斯断然不同意与运动员的国籍有关的限制、额外要求和制裁作为重返国际赛场的条件，并考虑要求对国际奥委会的声明进行法律分析。中国奥委会支持奥委会让俄罗斯在内的所有运动员重回所有国际赛事的决定。
2023年7月，迫於包括東道主法國在內的多國奧委會的壓力，國際奧委會宣佈俄羅斯與白俄羅斯被禁賽（未发邀请）。但随后于12月，國際奧委會宣佈兩國的運動員可以以个人中立身份參賽。

### 以色列
在2023年10月巴以冲突爆发之后，以色列被国际社会指控在加沙地带实行违反人道主义的种族灭绝行动，故此次以色列运动员参赛成为焦点。国际奥委会警告阿拉伯和亲巴勒斯坦运动员，如果他们拒绝与以色列运动员竞争，他们将被禁止参赛，阿尔及利亚柔道运动员Fethi Nourine曾被国际柔道联合会禁赛10年，因为他在2020年东京奥运会上拒绝与以色列运动员托哈尔·布特布尔比赛。国际奥委会发言人说：“国际奥委会致力于个人责任的概念，运动员不能对其政府的行动负责”，并补充说，国际奥委会将“确保采取迅速行动，就像在2020年东京奥运会上一样。”
阿拉伯国家的巴勒斯坦的体育组织呼吁对以色列实施制裁，以及應以战争因素阻止其参加2024年夏季奥运会。对战争对巴勒斯坦运动员和体育设施的影响的担忧引起了组织的呼吁。这些呼吁与俄罗斯和白俄罗斯的比较有关，后两者在乌克兰入侵后被禁赛，只许个别中立运动员允许参赛。
2024年1月，以色列空袭杀死了巴勒斯坦奥运会足球队教练，并破坏了加沙巴勒斯坦奧林匹克委員會的总部，因此有巴勒斯坦体育俱乐部呼吁以色列應該被禁止参加2024年奥运会。
2024年2月，26名左翼法国政客和立法者向国际奥委会致信，敦促对以色列的制裁，并呼吁禁止以色列运动员在国旗和国歌下比赛。议员们认为以色列在加沙地带犯下战争罪行是基于其立场的原因。他们建议以色列运动员在奥运会期间以与俄罗斯和白俄罗斯运动员类似的方式参赛。
2024年3月，国际奥委会主席托马斯·巴赫表示，以色列参加2024年夏季奥运会没有任何问题。巴黎市长安妮·伊达尔戈称：“与奥运会和残奥会有关的以色列制裁是不可能的，因为以色列是民主国家。” 
以色列奥林匹克足球队也表示关注，他们可能不得不在法国周围的体育场踢球并留在高度安全的奥运村。组织者证实，自慕尼黑惨案以来，一直有特殊措施使以色列代表团感到舒适。
2024年5月，以色列因安全问题禁止其摔跤代表团前往土耳其参加资格赛，因此被取消了參賽资格。大约一周前，土耳其禁止對以色列出口所有產品。
俄罗斯和白俄罗斯指责国际奥委会在该问题上采取双重标准，因为俄罗斯和白俄罗斯因为发动俄乌战争被全面禁赛而以色列对加沙人实施种族灭绝则没有被禁赛。

## 環境及社會問題

### 塞納河畔書攤爭議
巴黎當局為迎接奧運奧運開幕式，要求約570個書攤攤位搬遷，占塞納河河畔書攤總數的60%。這引起書攤攤商的擔心和不滿。他們擔心自己的攤位會在搬遷過程中遭到損害。
然而在2024年2月，总统马克龙搁置了拆除计划。

### 塞纳河水质问题
该届奥运的铁人三项游泳部分以及马拉松游泳在塞纳河进行。然而2023年8月，由于上个月的降雨导致塞纳河水质未达到标准，世界水上运动和法国游泳联合会共同决定取消原定在该河举办的公开水域游泳世界杯，该比赛原计划同时充当马拉松游泳项目的奥运测试赛。铁人三项的奥运和残奥测试赛尽管按原计划进行，但同样受水质问题影响，奥运测试赛的混合接力项目以及残奥测试赛所有项目均取消游泳环节，仅进行自行车和赛跑环节。尽管水质问题影响奥运和残奥测试赛，巴黎奥组委仍表示马拉松游泳的奥运正赛能够照常在塞纳河进行。但是欧洲多名运动员在塞纳河游泳后生病被迫退赛。

### 奥运村无空调
根据国际能源总署的统计数据，欧洲仅不到10%的家户拥有空调，巴黎则低于欧洲平均水平。巴黎奥组委为减少一半的碳排放，并举办一届“最具可持续性的赛事”，决定不在奥运村安装空调，而是改为使用一种特殊的自然地温制冷系统来给室内降温，巴黎8月1日的平均高温为26 °C（79 °F），主办方的目标是将室内温度降至23 °C（73 °F）至26 °C（79 °F），除此之外，主办方还会在房间内安装风扇。针对巴黎奥组委的这一安排，美国、德国、澳大利亚、意大利、加拿大、英国、芬兰、墨西哥、西班牙等部分代表团决定自带空调，以应对炎热天气。2024年7月，主办方开始向各代表团提供便携式空调租赁服务，参赛队伍在支付一笔额外费用后即可使用组委会提供的空调。

### 社會清理行動
法國政府為了巴黎舉行奧運期間，維持城市形象，進行了多次「對無家可歸者進行社會清理」行動。截止2024年3月，「社會清理」行動已經將3800人從法蘭西島大區轉移到其他地方。端傳媒的特約撰稿人阿蘭表示政府不止驅逐無家可歸者，為了滿足奧運工作人員的住宿需求，政府徵用12間大學宿舍，合計3200個床位，被驅逐的大學生沒有安排新的住處，補償只有100歐元的和兩張門票。根據獎牌背面6月的一份報告，2023年4月至2024年5月期間，法蘭西島大區發生了138起非正規居住區驅逐事件，涉及12545人，比往年同期增加近四成。獎牌背面認為大部分驅逐事件都是非法的。

### 铁路网络被破坏
法國國家鐵路公司主席让-皮埃尔·法兰杜（Jean-Pierre Farandou）表示，离开幕式开始还有几个小时的时候，法国西部、北部及东部的歐洲之星铁路几乎在同一时间被纵火，导致法国国内及邻国比利时、英国的列车服务瘫痪，大约80万旅客的出行受到影响。

## 運動員爭議

### 荷兰运动员强奸犯身份争议
于本届奥运会中代表荷兰队参赛的29岁沙滩排球运动员史蒂文·范德费尔德是一名已被定罪的强奸及儿童性虐待前科犯，曾于2014年在英国对一名其在Facebook网络聊天时结识的，时年12岁的女童实施了多次强奸，在女童前往一间性健康诊所就诊后被诊所报警逮捕。范德费尔德在他的案件于2016年在英国开庭审理时表示认罪，并因其“对不满13岁之儿童进行强奸”之罪行被法庭判处4年有期徒刑，列入英国的全国性犯罪者名录。他在英国服刑约一年后被依法引渡回荷兰，但因荷兰相关法律被重新修订，仅仅继续服刑约一个月后即被批准假释出狱，合计服刑13个月。其在出狱后声称自己看不出受害人当时只有12岁，而相信她已满16岁。相关言论在英国引起轩然大波，并被英国的全国防止虐待儿童协会(NSPCC)公报谴责。
范德费尔德于2018年重返体育赛场，于2022年结婚生子，并最终入选代表荷兰国家队参加2024年巴黎夏季奥运会的沙滩排球选手名单。为“平息公众争议”，荷兰奥委会决定让其单独入场，而不是随国家队一起入场，让其在奥运村之外单独居住，并不参与赛后媒体采访环节。尽管如此，范德费尔德出现在赛场上时还是遭遇全场喝倒彩，并有超过12万人于Change.org联署请愿，要求将范德费尔德从荷兰代表队中除名及剥夺其本届奥运会的参赛资格。荷兰奥委会认为其允许范德费尔德参赛的决定是正当的，因为其已经“认罪伏法”。尽管如此，范德费尔德的参赛仍然遭受公众的普遍谴责。

### 中国游泳队药检阳性争议
2024年4月20日，纽约时报和德國公共廣播聯盟共同披露称，23名中国游泳运动员于2021年1月初在河北石家庄进行的中国游泳争霸赛期间被查出曲美他嗪呈阳性，中国反兴奋剂机构因应当时的疫情，于2021年3月才检测该赛事期间采集的药检样本，其后认定曲美他嗪来源于选手入住酒店的厨房内，选手在不知情的情况下摄入微量禁药，最终中国反兴奋剂机构未对阳性选手采取包括停赛、取消成绩等在内的任何处罚措施，23名阳性选手当中有部分在后来入选2020东京奥运参赛名单，个别选手甚至赢得奖牌。
消息披露后，世界反禁药组织发表声明证实存在此事，称中国方面于2021年6月向上报相关情况，世界反禁药组织随后进行独立专家审查，收集曲美他嗪相关科研信息，并研究低剂量曲美他嗪是否能提升竞技成绩，最终该组织认定没有具体根据去挑战中国反兴奋剂机构针对此事的结论。世界反兴奋剂机构认为，检测到的剂量不足以增强运动员机能。国际奥林匹克委员会主席托马斯·巴赫在同月月底就此事回应称，国际奥委会对于世界反禁药组织和相关规定充满信心，该组织遵守了他们的规定，如果一切是按照程序来进行，这些选手没有理由不参与比赛。
报道披露后，世界反兴奋剂机构遭到了美国反兴奋剂机构（USADA）和运动员批评。接受《纽约时报》采访的专家表示，摄入的兴奋剂在人体代谢结束之后能够检测到微量残留，但也不能排除食物污染。
在第二份声明中，美国反兴奋剂机构负责人泰加特指责世界反兴奋剂机构和中国反兴奋剂机构的调查结果不透明，并让“干净的运动员蒙在鼓里（clean athletes in the dark）”。世界反兴奋剂机构还被指控双重标准，因为俄罗斯花样滑冰运动员卡米拉·瓦利耶娃的曲美他嗪检测呈阳性，并使用了同样的借口，但随后被世界反兴奋剂机构禁赛四年。世界反兴奋剂机构认为，基于未公开的信息和药物代谢动力学，在瓦利耶娃的案例中，食物污染是不可能的。此外，在2021年1月到6月期间，没有举行国际游泳比赛，因此这些运动员没有参加任何一项比赛。世界反兴奋剂机构在公布的说明中指出，其根据以下论据可以认为此次兴奋剂阳性事件为一起群体食物污染事件：
- 采集自23名运动员中的28个样本，所有同一时间采集的、检测呈阳性的样本检测出极低剂量的曲美他嗪（皮克、低纳克每毫升的范围）
- 23名运动员来自不同地域、配有不同的教练并来自多个不同俱乐部
- 在样本呈阳性时，这些运动员在相同时间处于相同地点
- 在争霸赛期间，部分运动员接受了多次检测，并连续数天检测了两至三次。对于几位游泳运动员来说，检测结果在数小时内反复在阴性和阳性间变化，这既不与故意摄入兴奋剂的情形也不与摄入微量剂量的情况相容。

2024年6月，中国游泳协会公布了该国参加巴黎奥运的游泳选手名单，名单当中约三分之一的选手曾在2021年国内争霸赛期间药检呈阳性反应。
2024年7月31日，中国反兴奋剂中心发表声明称，两名游泳运动员尿检样本的检测出的微量曲美他嗪来源于外出就餐时摄入的受曲美他嗪污染的肉食品。并指责《纽约时报》执意将兴奋剂问题政治化。

### 美国运动员药检阳性争议
2024年3月，美国短跑运动员埃里扬·奈顿（Erriyon Knighton）因被检测出群勃龙而在4月被临时禁赛。
2024年6月，俄勒冈州举行的奥运代表队选拔赛开始之前，美国反兴奋剂机构USADA做出裁定，奈顿在不知情的情况下摄入了受污染的肉制品因而免于禁赛。在做出裁决后，世界反兴奋剂组织WADA正在考虑向国际体育仲裁法庭CAS提出上诉，同时指责美国反兴奋剂负责人特拉维斯·泰加特虚伪。路透社在报道称，WADA指责泰加特在对待中国游泳队药检阳性争议和美国运动员药检阳性的问题上持双重标准：一边要求对中国运动员施加制裁，但在类似的污染案为其开绿灯。
2024年7月，美国女子花样游泳队运动员刘嫣然（Calista Liu）在赛前被检测出多佐胺阳性，该药物可以用于稀释尿液样本中兴奋剂并在尿检中改变结果。USADA以她称共用一个被她父亲眼药水所污染的枕头为由，并未做出处罚，并让她作为运动员参加巴黎奥运会。刘嫣然作为队伍当中的替补成员在奥运期间并未上场参赛。

### 女子拳击比赛性别争议
在女子66公斤次中量级赛事第二轮中，阿尔及利亚选手哈利夫击中意大利对手安琪拉·卡里尼的面部，使其在赛事进行到46秒时，因鼻子过度疼痛而退赛。卡里尼赛后接受采访时，声称这是场“不公平的比赛”。意大利总理乔治亚·梅洛尼亦对向奧委会的决定提出质疑，称“我认为具有男性遗传特征的运动员不应该参加女子比赛。并非因为我们想歧视任何人，而是为了保护女性运动员在平等的条件下竞争"。赛后第二天，卡里尼透过米兰体育报向哈利夫致歉，并表示愿尊重奧委会对哈利夫性别的保证，然而网络上对哈利夫性别与染色体的质疑、谣言及霸凌仍接踵而至。在微博上，针对哈利夫在淘汰赛中的表现，中国网民也纷纷质疑哈利夫的真实性别，并对参加决赛的选手杨柳的生命安全表达担忧。8月9日，哈利夫在女子66公斤级决赛中大比分5:0击败了中国选手杨柳获得金牌。在奥林匹克运动会官方推特账户下，有大批网民抨击称”这是拳击比赛的耻辱"。国际拳击协会亦称对哈利夫获得冠军表示遗憾，称“我们的女性拳手失去了庆祝金牌的机会。"
在女子57公斤羽量级比赛中，中华台北选手林郁婷击败波兰选手荣莉亚·塞琳梅塔，获得该项目的金牌。林郁婷在57公斤级首轮赛事16强对上乌兹别克斯坦的选手图尔迪别科娃，以5:0拿下个人奥运首胜，挺进8强，在8强战以5:0击败保加利亚选手卡梅诺娃挺进四强半决赛，赛后卡梅诺娃双手高比X抗议林郁婷的参赛资格，其教练则指控林有男性性染色体。半决赛以5:0击败土耳其选手耶尔德兹晋级决赛，赛后宣判时，耶尔德兹亦同样双手高比X抗议林的参赛资格。
哈利夫和林郁婷的性别争议来源于国际拳击协会的几次"XY染色体"声明。2023年3月，世界女子拳未锦标赛冠军争夺赛开赛前，国际拳击协会称兩人的性别测试结果显示“不符合参赛资格"，并且"比其他女性选手具有竞争优势"。国际拳击协会表示，"运动员没有接受睾酮测试，但接受了另一项单独的、具有公信力的测试，但具体细节保密”。
国际拳击协会的主席乌马尔·克列姆廖夫称，测试结果显示哈利夫有"XY染色体”，因此被剥夺参赛资格。国际拳击协会多次发声，直指哈利夫并非生理女性，两次性别检测结果都是X染色体，国际拳击协会的公告中还提到，即使哈利夫是DSD运动员，她参加拳击比赛仍会对其他拳击手的健康和安全构成危险。
四川大学华西第二医院生殖男科医师李定明解释，DSD运动员是指具有性别发育异常综合征的运动员，这类运动员既具有男性的染色体，又呈现女性的生理特征。在测试结果X染色体前提下，综合哈利夫的外观表现和临床经验，李定明认为，哈利夫可能是雄激素不敏感综合征，雄性激素水平明显超过其他女性，体质上更像男性、更强壮。
对此，阿尔及利亚奥林匹克委员会为哈利夫辩护，谴责这些批评为“非常不道德的不实言论”和“毫无根据的宣传”，并重申哈利夫符合资格，有权参加比赛。国际奥委会也指出，根据哈利夫的护照，她是女性，并表示所有在巴黎参赛的运动员都遵守相关资格和入境规定 。哈利夫的父亲也在天空体育台的采访中展示出生证明书，强调哈利夫生来就是女性。
2024年巴黎奥运拳击赛期间，林郁婷因为被爱尔兰前拳击选手贝瑞·麦格根、美国前女游泳选手南希·霍格斯黑德和英国作家JK·罗琳、部分奥运选手等人质疑其与阿尔及利亚女拳击手伊曼·哈利夫的参赛资格及性别，成为国际媒体焦点，质疑者援引2023年国际拳击协会的"性别生化检测”，主张林为不应具备参赛资格的跨性别女性，部分俄罗斯媒体宣称林郁婷为有男性性染色体的生理男性，随后国际奥委会澄清林郁婷完全符合参赛资格，并质疑国际拳协2023年世锦赛剥夺资格的程序不正当，以及被国际奧委会除名的举协组织存在腐败与俄罗斯支持的歧视、刻意操弄以及权力斗争。
支持者声援出生生理性别以及性别认同皆为女性，始终以女性身份参赛的林郁婷，反对因为国际拳击协会2023年存在瑕疵的检验方式与资格剥夺无端卷入性别争议案，媒体亦播放林郁婷18岁时在台湾公共电视台参与纪实采访节目中的影像，争议事件同时引发台湾对J·K·罗琳的强烈反弹声浪。

## 判決問題

### 阿根廷对摩洛哥足球比赛出现混乱
2024年7月24日，男子足球比赛首轮，阿根廷对阵摩洛哥，阿根廷在下半场超长补时阶段在禁区破门，将比分扳平至2比2，引发在场摩洛哥球迷不满，向球场内投掷杂物，导致比赛中断，双方球员被迫退场。之后，视频助理裁判判定阿根廷先前的进球存在越位情况，进球不成立，比赛在将近两个小时后恢复，双方在现场观众早已离场的情况下返场重赛，最终摩洛哥以2比1赢得比赛。

### 擊劍女子重劍
32強賽中國選手孫一文對決日本選手吉村美穗時，當時進行決一劍，裁判判決吉村的劍有觸碰孫一文，吉村美穗勝出，而孫一文說：「我认为最后一剑对手并没有刺中我。」並提及即使回放確認誤判，也沒辦法改變比賽結果，這是比賽規則的一部分。

### 柔道男子60公斤級
8強賽日本選手永山龍樹對決西班牙選手弗朗西斯科·加里戈斯時，加里戈斯對永山做出片手絞6秒，無視裁判停止（待って）的指令，而贏得一本，之後永山不滿判決而拒絕向加里戈斯握手，並在疊蓆上停留3分鐘對判決做出抗議，這也引起觀眾的喝倒采。強化委員長金野潤和男子監督鈴木桂治等日本方稱這事情為「惡魔的6秒」，電子媒體《EssentiallySports》則批評永山當時拒絕握手的行為。數日後永山在社交媒體發貼與加里戈斯合照的畫面，並聲明已經和解。

## 奖牌质量问题
获得男子街头滑板铜牌的美国选手尼亚·休斯顿在自己收到奖牌的10天后，于社交媒体表示自己的奖牌表面生锈且镀层剥落，形容奖牌“像是经历过一场战争”。爱尔兰赛艇铜牌得主戴里·林奇的奖牌同样出现生锈变色的问题，他表示尽管自己希望把奖牌留着，但主办方仍旧把自己的奖牌带走以便研究哪里出了问题。获得女子双人3米跳板铜牌的英国选手亚丝明·哈珀更表示自己的奖牌在她离开巴黎之前便已变质。2024年12月底，获得男子4×100公尺混合泳接力铜牌的法国队成员也在各自社交媒体展示自己生锈变质的铜牌，其中约昂·恩多耶-布鲁瓦尔更附上“Paris 1924”的文字说明，戏称其奖牌来自于1924年巴黎奥运。
截至2025年1月中旬，共有100枚巴黎奥运奖牌因质量问题而被返还给主办方。国际奥委会承诺会重新制作奖牌。同年2月，巴黎造幣廠稱有220名运动员提出更換獎牌的要求。
西班牙IMDEA材料研究所的何塞·曼努埃尔·托拉尔瓦（José Manuel Torralba）于2025年4月22日在《区域报》发表专栏文章分析巴黎奥运铜牌变质的原因，称奖牌所镶嵌的六边形埃菲尔铁塔铁片属于19世纪广泛应用的搅炼铁，搅炼铁在潮湿环境下更易出现氧化反应，而巴黎奥运铜牌由95%的铜和5%的锌组成（不含镶嵌的埃菲尔铁塔铁片），当镶嵌了铁片的铜牌遇到潮湿的环境时，就会出现电化学腐蚀，加速中间镶嵌铁片的氧化，进而影响到奖牌的其他部分。另外，法国媒体《La Lettre》于2025年1月报道称巴黎造幣廠在奥运前因应欧盟收紧对于三氧化铬的使用，只能临时换成其他的防锈漆，但并没有足够的时间测试防锈效果。

## 其他

### 加拿大女足无人机偷拍对手训练
7月25日加拿大女足对阵新西兰女足的比赛开始前，新西兰队方面曾投诉加拿大队使用无人机拍摄该国女足训练。加拿大方面随后表达歉意，两名涉事的教练组成员隆巴尔迪和曼德返回国内，主教练普里斯特曼也暂停了执教工作。7月27日，国际足联宣布，由于此前使用无人机拍摄对手训练，加拿大队在巴黎奥运会小组赛中被扣除6分，罚款20万瑞士法郎，主教练普里斯特曼被禁赛一年，普里斯特曼、隆巴尔迪和曼德一年内不得参加任何与足球相关的活动。

### 王楚钦球拍被摄影記者踩断
7月30日，中国乒乓球选手王楚钦、孙颖莎组合在混双项目夺冠后接受场边记者采访，不料王楚钦的球拍被场边摄影记者踩坏。事后巴黎奥组委表示已介入调查，同时提醒摄影师必须遵守现有的规定，留在指定的摄影区。

### 台湾应援海报争议
2024年8月2日，羽球男雙半决赛（中华台北对阵马来西亚），一名台湾观众拿著的印有「台灣加油」的海報被一名男子奪走。事后该台湾观众接受媒体采访时表示很悲傷。中华民国外交部在8月3日強烈譴責该男子，指該暴力行徑毫無教養且嚴重違反奧運所代表的文明精神，更悖離法治與侵害言論自由。此外，在同一场赛事上，有台湾球迷高举的写有“Taiwan in”字样的头巾被工作人员收走，引发台湾民众不满。对此，中华民国外交部责成台驻法国代表处向主办方反映过度执法。8月9日，24个海外台湾人团体联合致信国际奥林匹克委员会，要求允许台湾运动员以“台湾”名义参赛，并呼吁立即停止对在奥运场馆内观众应有的举起为台湾加油标语的言论及意愿表达自由的侵犯，并呼吁巴赫和奥委会执委会“不再屈从于中国压力，且应立即停止强迫台湾运动员以‘中华台北’此不实虚构名称参赛的歧视性要求”。
根据BBC报道，工作人员称，根据其收到相关守则，“台湾”是政治用语，因此不允许该观众携带相关内容入场。国际奥委会发言人马克·亚当斯（Mark Adams）在8月3日的新闻发布会上称，每张比赛门票上都明确了进入奥运场馆的条件。奥林匹克场馆的入场条件规定只允许展示参加奥运会的国家和地区的旗帜，并禁止任何政治宣传的横幅。马克·亚当斯在8月5日再次被问及此事时，引用了中华奥委会与国际奥委会签署于1981年签署的《洛桑协议》，称国际奥委会禁止在奥运场馆进行政治宣传，其中包括使用横幅，例如写着“Let's go, Taiwan”的横幅。
中华人民共和国外交部发言人毛宁在记者会上回应称，中方希望各方遵守《奥林匹克宪章》规定（第50条第2款规定），尊重和维护体育纯洁性，反对个别人利用奥运会在台湾问题上搞小动作、干扰奥运赛事举行。